# Chalcodrya hilaris
Chalcodrya hilaris is een keversoort uit de familie Chalcodryidae. De wetenschappelijke naam van de soort is voor het eerst geldig gepubliceerd in 1974 door Watt.